# Danny Kaye

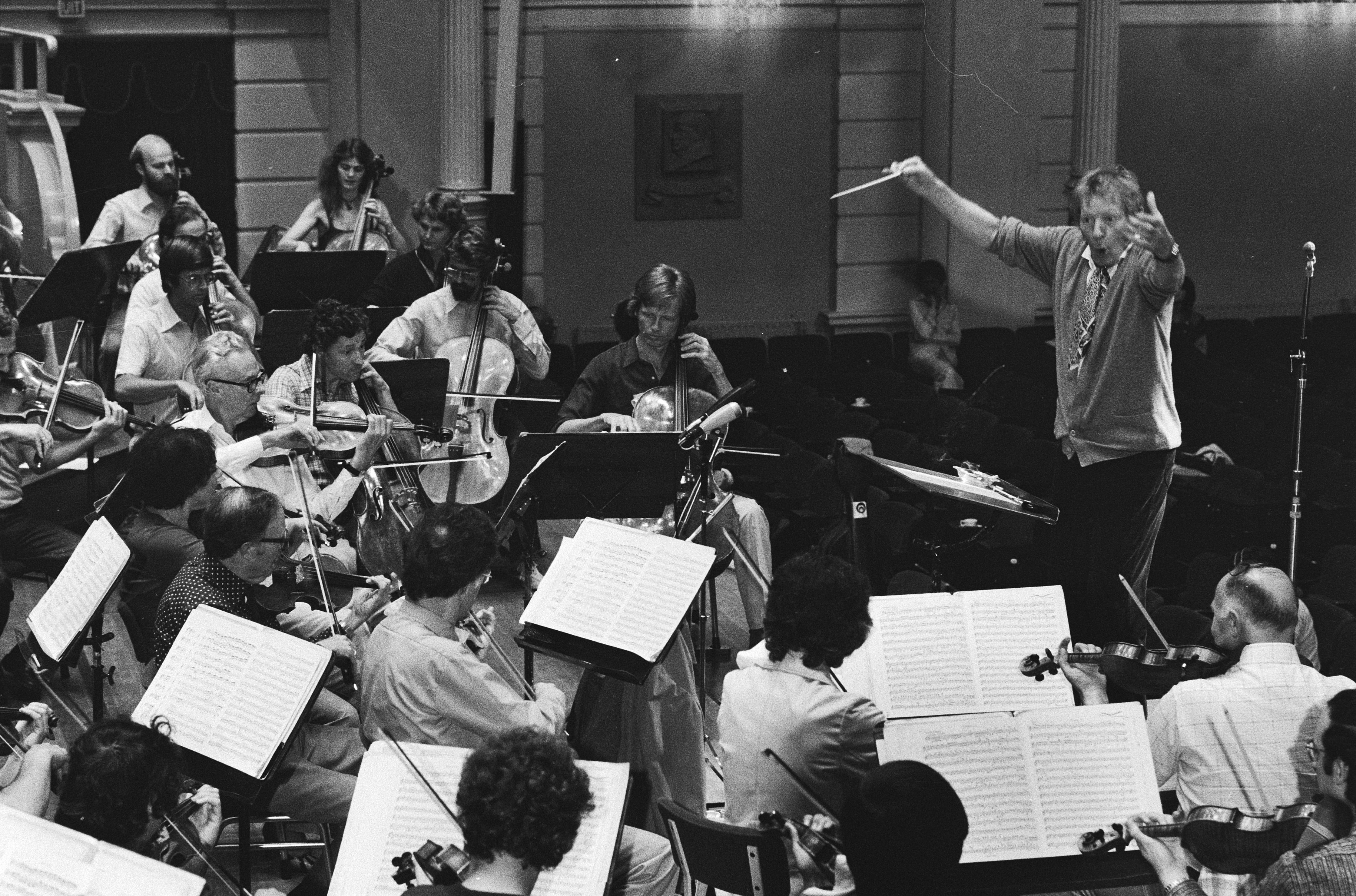
Kaye dirigeert het Concertgebouworkest in Amsterdam (1979)

Danny Kaye (David Daniel Kaminsky) (New York, 18 januari 1911 – Los Angeles, 3 maart 1987) was een Amerikaans acteur, zanger en komiek.
De roodharige Kaye was een van 's werelds bekendste komieken.

## Biografie

### Jeugd
Kaye werd geboren in 1911 in het New Yorkse stadsdeel Brooklyn als David Daniel Kaminsky, hoewel hij het later deed voorkomen in 1913 geboren te zijn. Zijn joodse ouders, Jacob en Clara, waren twee jaar daarvoor geëmigreerd uit Dnipropetrovsk in het huidige Oekraïne, toen in het Keizerrijk Rusland. 
Al op de Thomas Jefferson High School was Kaye een komiek en zong hij liedjes om zijn klasgenoten te vermaken. Hij maakte de school echter niet af en na de dood van zijn moeder liep hij weg naar Florida. Hij keerde snel terug en had allerlei baantjes als verzekeringsmedewerker en kantoorbediende. In 1933 werd hij gevraagd om mee te doen met vaudevillegroep Three Terpsichoreans. Bij zijn debuut in Utica (New York) gebruikte hij voor het eerst de toneelnaam 'Danny Kaye'. Tijdens een tournee door Japan viel door een storm de stroom uit in het theater. Het publiek werd rumoerig door het uitblijven van de voorstelling, waarna Kaye met een zaklantaarn het toneel opging en allerlei liedjes zong en met behulp van mime zijn gebrek aan kennis van het Japans verhulde. Het vermaken van het publiek met behulp van mime, gezichtsuitdrukkingen en een soort nonsenstaal maakte hem later wereldberoemd.

### Broadway en Hollywood
Terug in de VS maakte Kaye deel uit van de revue van danseres Sally Rand. In 1935 debuteerde hij in de korte filmkomedie Moon over Manhattan en maakte nog enkele filmpjes voor Educational Pictures tot de studio in 1938 failliet ging. Weer terug bij af solliciteerde Kaye bij The Straw Hat Revue. Hoewel de show snel sloot, was Kaye wel opgevallen en kreeg hij meer werk. In 1941 verscheen hij in de Broadway show, Lady in the Dark en voerde het beroemde nummer Tchaikovsky, van Kurt Weill en Ira Gershwin uit, waarin hij de namen zong van een hele reeks Russische componisten op tongbrekende snelheid, schijnbaar zonder een hap adem te nemen. Het succes was zo groot dat hij het jaar daarop de hoofdrol kreeg in de Broadwayshow Let's Face It! Het leverde hem tegelijk de hoofdrol op in de film Up in Arms. Ook de film was succesvol en in 1945 kreeg hij zijn eigen show op de radio The Danny Kaye Show.
De show stopte in 1946 en Kaye ging verder in Hollywood waar hij optrad in films als The Secret Life of Walter Mitty (1947), The Inspector General (1949), Knock on Wood (1954), White Christmas (1954), en The Court Jester (1956). Hij was inmiddels getrouwd met schrijfster Sylvia Fine, die veel van zijn liedjes schreef. In 1953 startte hij zijn eigen filmproductiebedrijf Dena Pictures, genoemd naar zijn dochter.

### Muziek en tv
In de jaren vijftig van de 20e eeuw werd Kaye ook beroemd als zanger. Hij werkte onder andere samen met The Andrews Sisters en Bing Crosby. 
Ook op een ander vlak kreeg hij succes, de televisie. Eerst met See It Now with Edward R. Murrow, een tv-show van CBS en tussen 1963-1967 met The Danny Kaye Show, waarvoor hij vier Emmy Awards kreeg. Later trad hij op in verschillende televisieproducties als The enchanted world of Danny Kaye: The Emporer's New Clothes, Pinocchio (1976) en Peter Pan (1976). Ook speelde hij gastrollen in The Muppet Show en The Cosby Show. 
Muziek bleef zijn leven lang trekken. Zijn mimiek was zo goed dat hij zeer overtuigend een symfonieorkest kon dirigeren zonder dat hij een noot kon lezen. In 1981 dirigeerde hij in de bekend geworden tv-show An Evening with Danny Kaye het New York Philharmonic. Hij werd vaak gevraagd als dirigent voor allerlei benefietconcerten. 
Danny Kaye was bovendien een ambassadeur voor UNICEF. In die hoedanigheid kwam hij in 1979 naar Nederland en dirigeerde in Amsterdam op komische wijze het Concertgebouworkest. Zijn hele leven zou hij bekend blijven als een groot kindervriend. 
Hij kreeg twee Oscars: een ere-Oscar in 1955, en de Jean Hersholt Humanitarian Award in 1982.

## Overlijden
In 1983 kreeg Kaye een bypassoperatie. Als gevolg van een bloedtransfusie bij de operatie liep hij hepatitis op. De hepatitis bleef hem dwarszitten en leidde in 1987 tot een fatale hartaanval.

## Films met Danny Kaye
- Moon Over Manhattan (1935)
- Dime a Dance (1937)
- Money On Your Life (1938)
- Getting an Eyeful (1938)
- Cupid Takes a Holiday (1938)
- Up in Arms (1944)
- Wonder Man (1945)
- The Kid from Brooklyn (1946)
- The Secret Life of Walter Mitty (1947)
- Screen Snapshots: Out-of-This-World Series (1947)
- A Song Is Born (1948)
- It's a Great Feeling (1949) (cameo)
- The Inspector General (1949)
- On the Riviera (1951)
- Hans Christian Andersen (1952)
- Assignment Children (1954)
- Knock on Wood (1954)
- Screen Snapshots: Hula from Hollywood (1954)
- White Christmas (1954)
- Screen Snapshots: Hollywood Beauty (1955)
- Screen Snapshots: Playtime in Hollywood (1956)
- The Court Jester (1956)
- Merry Andrew (1958)
- Me and the Colonel (1958)
- The Five Pennies (1959)
- The Millionairess (1960) (Cameo)
- On the Double (1961)
- The Man from the Diner's Club (1963)
- The Madwoman of Chaillot (1969)
- Peter Pan (1976)
- An evening with Danny Kaye (1981)